# Affaire Philippe Monguillot
L'affaire Philippe Monguillot est une affaire criminelle survenue à Bayonne, en 2020.
Le 5 juillet 2020, Philippe Monguillot, chauffeur de bus de 58 ans, souhaite contrôler le titre de transport d'un groupe de personnes tout en leur demandant de porter un masque de protection, obligatoire à bord, dans le contexte de la pandémie de Covid-19. Là, une altercation éclate où Philippe Monguillot est frappé plusieurs fois, avant d'être laissé inconscient sur le sol. Conduit au centre hospitalier de la Côte Basque, il se trouve en état de mort cérébrale. Le 10 juillet 2020, sa famille et les médecins s'accordent pour arrêter les soins, prélude au décès du chauffeur.
Plusieurs suspects sont rapidement arrêtés et placés en garde à vue. Deux d'entre eux sont mis en examen pour « homicide volontaire sur un agent de réseau de transports publics » et deux autres pour « non-assistance à personne en danger ». Ils sont placés en détention provisoire dès le 8 juillet 2020. En mai 2022, la juge d'instruction chargée de l'affaire requalifie les faits reprochés à Wyssem Manai et Maxime Guyennon en « violences volontaires ayant entraîné la mort sans l'intention de la donner », confirmé en septembre de la même année par la cour d'appel de Pau. Ces derniers sont jugés du 15 au 21 septembre 2023 par la cour d'assises des Pyrénées-Atlantiques à Pau. À l'issue des débats, Wyssem Manai et Maxime Guyennon sont respectivement condamnés à une peine de 15 et 13 ans de réclusion criminelle.
Cette affaire provoque un vif émoi tant au niveau local que national. De nombreux hommages sont rendus à Philippe Monguillot. Notamment le 8 juillet 2020, dans la commune de Bayonne, où une marche blanche est organisée, réunissant près de 6 000 personnes.
En conséquence de l'agression, les collègues du chauffeur exercent leur droit de retrait, ce qui conduit les pouvoirs publics à adopter des mesures rapides pour renforcer la sécurité sur les lignes du réseau et ainsi permettre une reprise progressive de l'activité.

## Contexte

### La famille Monguillot
Philippe Monguillot, né le 5 août 1961, est décrit comme sportif. À la fin des années 1980, il intègre l'Association sportive bayonnaise, où il joue au rugby à XV, avant de rejoindre le club des Croisés de Bayonne où il joue au football. S'il abandonne par la suite son activité de joueur, il reste impliqué dans le club, notamment en arbitrant des rencontres de jeunes ou des matchs amicaux,.
Passionné de la route, il commence sa carrière professionnelle en conduisant des cars internationaux. En 1990, il intègre la société des transports en commun de l'agglomération de Bayonne (STAB) et garde son poste lors de la mue du réseau en Chronoplus, en 2011,. Il est surnommé « le Tigre » par ses amis et collègues.
En mars 1993, il rencontre Véronique (âgée de 52 ans en 2020), alors que cette dernière prend régulièrement son bus. Le couple se marie le 26 août 1995. Ensemble, ils ont trois filles : Mélanie, Manon et Marie, nées respectivement en 1996, 1999 et 2002 (donc âgées en 2020 de 18, 21 et 24 ans),.
Impliqué dans l'écoquartier où il réside avec sa famille, il est le trésorier de l'association de défense du « Hameau de Plantoun »,.

### Précédentes agressions
Dans la semaine précédant cette affaire, trois agressions ont lieu sur différentes lignes du réseau Chronoplus. Certains chauffeurs se disent alors « choqués mais pas étonnés », en pointant « le manque de sécurité sur les lignes de Tram'Bus et les tensions quotidiennes avec les usagers ».

## Faits
Le dimanche 5 juillet 2020, Philippe Monguillot accepte de remplacer un de ses collègues et prend donc son service en conduisant le Tram'Bus no 814 du réseau Chronoplus.
Alors qu'il effectue son dernier trajet de la journée, en direction de Biarritz, trois hommes montent dans son bus au niveau de l'arrêt « Gare de Bayonne », dont l'un avec un chien. Le chauffeur poursuit sa route jusqu'à l'arrêt « Balishon », aux alentours de 19 h, où les trois individus sont rejoints par un quatrième homme.
Il est 19 h 7, Philippe Monguillot décide de marquer l'arrêt, sort de sa cabine et se dirige vers le fond du bus. Il désire contrôler le titre de transport de l'homme qui vient de monter et demande aux autres de porter leur masque de protection, obligatoire à bord. À ce moment-là, des insultes sont proférées et une altercation éclate. Tous les protagonistes se retrouvent à l'extérieur du bus et Philippe Monguillot est frappé plusieurs fois, notamment au niveau du haut du corps et de la tête. Les quatre agresseurs présumés prennent alors la fuite, laissant la victime inconsciente au sol,,.
Les premiers soins sont prodigués par un pompier volontaire témoin de la scène. Les secours sont rapidement prévenus et le chauffeur est conduit au centre hospitalier de la Côte Basque.
Véronique, épouse du chauffeur, est mise au courant à 20 h 12 par un appel téléphonique de « Yoyo », contrôleur et ami de la famille. Elle prévient sa fille Marie qui prévient ensuite Manon et les deux décident de patienter avant de prévenir Mélanie qui, à ce moment-là, est employée dans la restauration. Finalement toutes se retrouvent à leur domicile. Le soir-même, Philippe est opéré au niveau « de la tête » pendant près de cinq heures avant d'être envoyé en réanimation aux alentours de minuit. Son pronostic vital est alors engagé, avant qu'il ne soit déclaré en état de mort cérébrale.
Le 10 juillet 2020, soit cinq jours après l'agression, la famille et les médecins s'accordent pour arrêter les soins. À 17 h 30, Marie, l'une de ses filles annonce à une correspondante de l'AFP : « Nous avons décidé de le laisser partir. Les médecins étaient pour et nous aussi ». Son épouse, Véronique, l'annonce au même moment sur les réseaux sociaux, en ces mots : « Mon époux s'est éteint à 17H30, RIP mon amour. »,.

## Enquête (juillet 2020àmars 2022)
L'enquête est confiée au commissariat de police de Bayonne. Le lendemain des faits, soit le 6 juillet 2020, un appel à témoins est lancé, à la recherche de « toute personne ayant pris la ligne T1 entre la gare de Bayonne, où sont montés les suspects, et l'arrêt Balishon entre 19 h et 19 h 15. ».

### Profil des mis en examen
Le dimanche soir, une première personne est interpellée près du lieu de l'agression et placée en garde à vue. Trois autres, retrouvées dans un appartement du quartier Balishon, le sont dans la matinée du 6 juillet 2020, et une cinquième, qui se trouvait également dans l'appartement, à la mi-journée,,. Lundi soir, la garde à vue de quatre des cinq individus est prolongée, le cinquième homme, mineur, est relâché.

#### Wyssem Manai et Maxime Guyennon
Wyssem Manai /manaj/ et Maxime Guyennon /gɥijenɔ̃/, âgés de 22 ans, sont les principaux mis en cause. Arrêtés le 6 juillet 2020 et mis en examen deux jours plus tard pour « tentative d'homicide volontaire », ils sont placés en détention provisoire. À la suite du décès de Philippe Monguillot, le 10 juillet 2020, les faits qui leur sont reprochés sont requalifiés en « homicide volontaire sur un agent de réseau de transports publics ». Jérôme Bourrier, procureur de la République de Bayonne, expliquant qu'il s'agit d'une circonstance aggravante.
Le 10 novembre 2020, la chambre de l'instruction de la cour d'appel de Pau rejette la demande de remise en liberté, formulée une semaine plus tôt, par Maxime Guyennon poursuivi pour « homicide volontaire »,,. Le 18 janvier 2021, ce même individu demande une nouvelle fois sa remise en liberté. Il estime n'avoir porté que des coups « légers », expliquant aussi qu'il « [avait] essayé d'empêcher ça, [et avoir] tout fait pour les séparer ». Véronique Monguillot a réagi, en déclarant : « avec mes filles, nous trouvons cette demande de liberté aberrante, intolérable ». Dans la foulée, l'association Philippe Monguillot a d'ailleurs lancé une pétition, s'opposant à la remise en liberté du prévenu[pertinence contestée]. Trois jours plus tard, la chambre de l'instruction de la cour d'appel de Pau rejette cette demande. Le mis en cause reste alors incarcéré.

#### Mohammed Akrafi
Mohammed Akrafi, âgé de 34 ans, est qualifié comme « l'hébergeur de Balishon » par le quotidien Sud Ouest. Il est arrêté le 6 juillet 2020 et mis en examen deux jours plus tard pour « non-assistance à personne en danger » et « soustraction d'un criminel à une arrestation et aux recherches ». Il est placé en détention provisoire.
Le 6 novembre 2020, il est remis en liberté et placé sous contrôle judiciaire, quatre mois étant la durée maximum de placement en détention pour les faits reprochés,.
Cependant, quelques jours plus tard, le 12 novembre, il est à nouveau placé en détention provisoire. Akrafi, interpellé la veille, est suspecté de « violences aggravées » sur la femme qui l'a hébergé à sa sortie de prison. En outre, il n'aurait pas respecté les conditions de sa libération conditionnelle, qui lui interdisaient de se trouver dans la ville de Bayonne. Il est jugé en comparution immédiate, le lundi 16 novembre 2020,,. Remis en liberté mi-janvier 2021, il est une nouvelle fois arrêté le 18 février 2021 pour « vol et rébellion », après avoir tenté de subtiliser le blouson, la carte bancaire et le portefeuille d'un livreur et insulté les policiers qui venaient de l'interpeller. Jugé en comparution immédiate quatre jours plus tard, une expertise psychiatrique est ordonnée, entraînant le renvoi du jugement au 1er avril 2021. En l'attente, Akrafi est de nouveau placé en détention. Il est a nouveau incarcéré puis libéré et ainsi de suite, jusqu'au 19 avril 2022, où il est à nouveau jugé en comparution immédiate par le tribunal judiciaire de Bayonne. À cette date, il compte 27 condamnations sur son casier judiciaire et comparaît pour des faits de vol. Il est condamné à dix mois de prison ferme.

#### Quatrième individu
Un quatrième individu, âgé de 38 ans, est arrêté le 6 juillet 2020 et mis en examen deux jours plus tard pour « non-assistance à personne en danger ». Il est placé en détention provisoire.
Le 6 novembre 2020, il est remis en liberté et placé sous contrôle judiciaire, quatre mois étant la durée maximum de placement en détention pour les faits reprochés,.

### Les enquêtes dans l'enquête

#### Plainte pour diffamation et dénonciation calomnieuse, saisie de l'IGPN
Lundi 13 juillet 2020, Mourad, un Bayonnais de 29 ans, décide de porter plainte contre X pour « diffamation » et « dénonciation calomnieuse », ce dernier ayant vu sa photographie être diffusée sur les réseaux sociaux, le présentant, à tort, comme l'un des agresseurs de Philippe Monguillot. Rapidement épinglé par plusieurs personnalités politiques d'extrême droite, le cliché est notamment relayé sur Twitter, par Marine Le Pen, Jordan Bardella, ou encore Damien Rieu,,,.
Le 15 juillet 2020, Jérôme Bourrier, procureur de la République de Bayonne, annonce l'ouverture d'une enquête préliminaire et la saisie de l'inspection générale de la Police nationale (IGPN). En effet, il explique qu'il s'agit de « savoir comment et par qui la photo a fuité et s'est retrouvée diffusée les réseaux sociaux », détaillant que le cliché, pris au commissariat de Bayonne pour une affaire antérieure et sans rapport, est « issu d'un fichier Traitement d'antécédents judiciaires (TAJ) »,.
Le lendemain, alors invitée sur France 2, Marine Le Pen déclare : « Je suis évidemment désolée pour cet homme qui, s'il est innocent, (s'est) retrouvé dans cette situation », ajoutant que son « community manager a commis une erreur de rapidité ». Elle demande cependant aux médias de « donner des noms »,,.

#### Condamnation pour incitation à la violence
Le lundi 2 novembre 2020, Anastasia, une jeune bayonnaise de 33 ans est condamnée à deux mois de prison, 1 000 € d'amende, 600 € de dommages-intérêts et 400 € pour la société Keolis, par le tribunal correctionnel de Bayonne, pour « incitation à la violence ». Cette dernière avait posté, sur sa page Facebook, trois jours après l'agression de Philippe Monguillot : « Ça veut faire les cowboys Chronoplus et ça fini au paradis. Et oui le BAB se remplit… ce ne sera pas le premier mort [sic] ». Celle-ci a refusé de s'expliquer lors de l'audience,.

#### Deux versions du déroulement des faits
Le 31 août 2020, les avocats de l'un des accusés, mis en examen pour homicide volontaire, remettent en cause la version avancée jusqu'alors. En effet, ces derniers indiquent avoir pu visionner les images de vidéosurveillance montrant la scène d'1 h 40 à l'intérieur et à l'extérieur du Tram'Bus. Selon eux, le chauffeur de bus se rend à l'arrière du véhicule, puis après quelques mots, assène un violent coup de tête à leur client. Ce dernier, dans un premier temps sonné, réagit en s'acharnant sur le conducteur et le laissant effectivement au sol. Tout en indiquant qu'ils « ne [renient] pas la gravité des faits » et que la réaction de leur client est « à l'évidence disproportionnée », ces derniers désirent une instruction « à charge mais aussi à décharge »,,,. En outre, il leur semble que le non-port du masque n'est pas le point de départ de l'altercation, car si les images montrent effectivement les accusés sans masque, elles laissent apparaitre que d'autres usagers ne le portent pas non plus au moment des faits.
Le corps de Philippe Monguillot est autopsié le jeudi 16 juillet 2020 à Bordeaux. Le 2 octobre 2020, la défense indique, au regard du rapport, être en mesure d'affirmer que « la mort du chauffeur du bus est consécutive à sa chute au sol et non au coup de poing reçu ». Expliquant en détail que : « Ce rapport n'accrédite en aucune manière la thèse d'un geste meurtrier volontaire. Il permet de constater que [Philippe Monguillot] est tombé au sol par l'effet d'un seul coup de poing. Un coup porté au visage, de face. Et ce n'est pas ce coup de poing qui l'a plongé dans le coma mais la chute au sol. »,,,.
Au regard de tous ces éléments, les avocats de la défense entendent demander la requalification des faits, passant d'« homicide volontaire sur un agent de réseau de transports publics » à « violences volontaires ayant entraîné la mort sans l'intention de la donner »,,.

### Reconstitution judiciaire
Le vendredi 9 juillet 2021, une reconstitution judiciaire est organisée. Durant environ 4 h 30, la scène est rejouée au niveau de l'arrêt Balishon, où la circulation est coupée. Les quatre accusés sont présents accompagnés de leurs avocats, de même que l'avocat de la famille Monguillot, la juge d'instruction chargée de l'affaire et le procureur de la République de Bayonne,,[pertinence contestée].

## Fin de l'instruction et procès (depuismars 2022)
L'enquête est close mi-mars 2022.
Le parquet de Bayonne livre son réquisitoire définitif le 28 avril 2022. Il retient la qualification d'« homicide volontaire aggravé » (le meurtre, en réunion, d'une personne chargée de mission publique dans un transport collectif en étant les circonstances aggravantes) pour Wyssem Manai et Maxime Guyennon. La qualification de « non-assistance à personne en danger » et « soustraction d'un criminel à une arrestation et aux recherches » pour avoir hébergé les agresseurs présumés est retenue pour Mohammed Akrafi. Enfin, la relaxe est requise pour le quatrième homme mis en examen, n'ayant pas pris part active dans les violences,,.
La juge d'instruction décide finalement de requalifier les faits. Les deux auteurs principaux sont poursuivis pour « violences volontaires en réunion ayant entraîné la mort sans l'intention de la donner » et ainsi jugés devant la cour criminelle des Pyrénées-Atlantiques. Un troisième homme n'est poursuivi que pour « soustraction d'un criminel à une arrestation et aux recherches » pour avoir hébergé les agresseurs présumés, la qualification de « non-assistance à personne en danger » disparaît. Enfin, le quatrième homme échappe aux poursuites. La famille Monguillot, partie civile, ainsi que le parquet de Bayonne font appel de cette décision,. Véronique Monguillot réagit au micro d'RTL, déclarant notamment « C'est le monde à l'envers, ce n'est pas le procès des accusés mais celui de mon époux »[pertinence contestée], évoquant aussi « un coup de tonnerre », « comme une gifle […] un énorme coup de poing » face à Laurence Ferrari sur CNews[pertinence contestée]. Le 24 juin 2022, les débats ont lieu devant la chambre de l'instruction de la cour d'appel de Pau, pour savoir quelle qualification retenir[pertinence contestée].
Le 16 septembre 2022, la décision est rendue. La chambre de l'instruction de la cour d'appel de Pau choisit de renvoyer les mis en cause devant la cour d'assises des Pyrénées-Atlantiques et non devant la cour criminelle comme avait décidé la juge d'instruction. En revanche, Wyssem Manai et Maxime Guyennon, principaux mis en cause, restent poursuivis pour « violences volontaires ayant entraîné la mort sans l'intention de la donner » mais en état de récidive, « sur personne chargée d'une mission de service public » étant une circonstance aggravante, Mohammed Akrafi pour « soustraction d'un criminel à une arrestation et aux recherches » et enfin, le non-lieu est confirmé pour le quatrième homme,. Ils sont jugés du 15 au 21 septembre 2023.

### Procès pénal aux assises de Pau, du15 au21 septembre 2023
Près d'une quarantaine de journalistes sont accrédités pour couvrir ce procès[pertinence contestée]. Les débats sont présidés par Dominique Coquizart et Marc Mariée est l'avocat général[pertinence contestée].
Véronique Monguillot et ses trois filles se sont constituées parties civiles, ainsi que Keolis Côte Basque-Adour (exploitant du réseau Chronoplus), le Syndicat des mobilités Pays basque-Adour (gestionnaire du réseau), et la Fédération nationale des transports-Force ouvrière.

#### Premier jour d'audience: personnalité des accusés, témoignages de leurs proches
Dès 7 h 30, une douzaine de membres de l'association Philippe Monguillot venus du Pays basque, de Nancy ou encore de Lyon se rassemblent sur le perron du tribunal de Pau[pertinence contestée]. Ils réclament « des peines exemplaires »[pertinence contestée].
L'audience s'ouvre à 9 h, par le tirage au sort des jurés. À la vue des mis en cause dans le box des accusés, Véronique Monguillot est prise d'une malaise. Elle sort plusieurs fois de la salle d'audience tout au long de la journée[pertinence contestée],.
Wyssem Manai, vêtu d'une chemise blanche et de lunettes noires (voir croquis), déclare que « cette histoire [le] hante, [qu'il n'a] pas voulu faire ça à Philippe Monguillot. » « Je suis pas un monstre, j'ai jamais tué personne. » Il grandit à Nîmes, dans le quartier Chemin-Bas d'Avignon. Dyslexique, en filière Segpa, il se retrouve en échec scolaire et stoppe son cursus à 16 ans, sans diplôme. Il tombe alors dans la délinquance, notamment en faisant le guet et cachant de la drogue pour les dealers du quartier. Entre 2016 et 2018, il est condamné deux fois pour usage et possession de stupéfiants et une fois pour vol aggravé. Placé en détention provisoire dans le cadre de cette affaire, divers incidents se produisent au cours de sa détention, notamment des stupéfiants retrouvés dans sa cellule,. Sa mère, appelée à témoigner, le décrit comme « un enfant joyeux, joueur, toujours de bonne humeur malgré ses difficultés scolaires ». Elle précise que « son père n'a jamais été là pour lui ».
Maxime Guyennon, vêtu d'un polo blanc et cheveux mi-longs (voir croquis), déclare vouloir « payer sa dette à la famille de la victime, même si c'est impossible » et « laver la honte faite [à sa] propre famille. » Il estime ne « plus avoir de projet pour le futur. » Ayant eu, lui aussi, un parcours scolaire plutôt chaotique, il tombe dans la délinquance en acceptant de stocker des stupéfiants chez lui. Il quitte le lycée pour travailler. En 2017, il est condamné à cinq ans de prison pour vol aggravé, ayant blessé gravement sa victime avec un cutter. Au moments des faits, il est en libération conditionnelle depuis moins de trois mois,. Son père, appelé à témoigner, revient sur son enfance difficile, précisant qu'il « n'était pas violent. Il a toujours été très famille. » Il ajoute qu'il « présente toutes [ses] excuses à la famille Monguillot », indiquant que « d'une certaine façon, il y a plusieurs victimes ».
En ce qui concerne Mohammed Akrafi, arrivé libre au tribunal, la présidente estime que son état de santé ne lui permet pas d'être entendu. Son avocate, Me Sandrine Larié, évoque un traitement pour des problèmes psychiatriques.

#### Deuxième jour d'audience: vidéosurveillance, expertises médicales et témoignages de la famille Monguillot
À l'ouverture de l'audience, le tribunal tente d'interroger de nouveau Mohammed Akrafi. Son état de santé ne le permettant toujours pas, la présidente accepte que la procédure soit disjointe, après qu'aucune opposition n'ait été présentée par les différentes parties. Souffrant d'un « trouble psychotique chronique », il ressort libre du tribunal et reste sous contrôle judiciaire en l'attente de son jugement.
La cour interroge ensuite Manai et Gueyennon sur le fond. S'ils reconnaissent avoir porté des coups, ils indiquent « n'avoir jamais voulu la mort [du chauffeur]. » Le premier ajoute : « Cette histoire a pris tellement d'ampleur en une fraction de seconde… Si je pouvais donner ma vie pour Philippe Monguillot, je le ferais. » Le deuxième complète : « Je ne pensais pas que ça irait aussi loin… J'y pense tous les jours. » Il indique avoir tenté de s'interposer et présente ses excuses à la famille de la victime.
Après cela, les images de vidéosurveillance sont diffusées dans la salle d'audience. D'abord, des images captées aux alentours de 14 h. Celles-ci montrent Philippe Monguillot demander au groupe d'acheter un titre de transport. Sans vif accrochage, le chauffeur va alors montrer à Wyssem Manai la marche à suivre pour acheter un billet sur la borne dédiée. Les images suivantes, vers 19 h, d'une durée approximative de trois minutes, captent l'altercation fatale. Le chauffeur marque de nouveau l'arrêt pour se rendre à l'arrière de son bus, en passant par l'extérieur, et demander au groupe de quatre hommes qui vient de prendre place de porter un masque et acheter un titre de transport. Le groupe se lève, les hommes s'écharpent. Wyssem Manai rapproche sa tête du chauffeur et lève sa main, juste avant que Philippe Monguillot ne lui assène un violent coup de tête. Cet élément déclenche un déferlement de coups de toutes parts, tous se retrouvent à l'extérieur du bus et l'altercation se poursuit hors du champ des caméras. Philippe Monguillot parvient à se révéler, groggy, il tente de regagner l'avant de son bus. Wyssem Manai revient vers lui en courant et lui assène un ultime coup de poing au visage. Le chauffeur s'écroule de tout son poids sur le trottoir,,.
En début d'après-midi, le Dr Larbi Benali, médecin légiste au CHU de Bordeaux est appelé à la barre pour livrer son expertise médicale. Le chauffeur souffrant d'un traumatisme crânien et d'une fracture de la voute crânienne d'une longueur de 17 cm, s'étendant de la nuque jusqu'à l'avant de la tête, il est admis à l'hôpital avec un pronostic vital « sombre ». Il ajoute que son « décès était programmé ». Si l'expert distingue deux bien deux phases, la première avec l'avalanche de coups sur le haut du corps et la deuxième avec le coup de poing final, il estime que ces deux ne peuvent être dissociées : « Philippe Monguillot tombe comme une feuille. Sa tête n'est plus retenue. […] Le réflexe de survie aurait été de fléchir la tête. Cette réaction est abolie par les premières violences »,.
Cette deuxième journée s'achève par le témoignage de Véronique Monguillot et ses trois filles à la barre. Elles retracent la vie passée avec leur mari et père, dépeignant un homme aimant et travailleur et un père exemplaire. Elles expriment l'impossible deuil, notamment lié à la soudaineté et la brutalité de sa mort. Sa veuve déclare : « J'ai tout perdu. Mes projets, mes envies, mes désirs. La notion du temps. Je ne fais plus rien de ma vie. » Lorsque la présidente lui demande ce qu'elle attend du procès, celle-ci répond : « Une justice exemplaire. On n'a pas le droit de détruire une femme et trois jeunes femmes »,,.

#### Troisième jour d'audience: audition des témoins
Cette troisième journée d'audience est consacrée à l'audition des différents témoins. Ils viennent apporter du son sur les images de vidéosurveillance diffusées la veille, lesquelles sont muettes. Félix, 22 ans, indique que le chauffeur « est venu leur demander de mettre un masque, le ton s'est très vite tendu, alors il leur a demandé de descendre, mais ils ont refusé. » Adel, 21 ans, se souvient que les accusés « se moquaient de la conduite du conducteur. » Après cela les coups partent. Félix ajoute : « Les agresseurs étaient dans une sorte de transe, bourrés d'adrénaline, les yeux rouges et en proie à une importante colère. Ils étaient inarrêtables. » Vincent, le pompier volontaire qui est intervenu en premier indique que le chauffeur « est allongé, vaseux. Je prodigue les premiers soins et lui demande de ne pas bouger, mais il insiste pour se relever. » Là le coup de poing final est lancé. Le bruit de la chute de Philippe Monguillot sur le sol a marqué tous ceux qui l'ont entendu. Jérôme indique que « c'était très puissant »,,.

#### Quatrième jour d'audience: expertises psychologiques, demande de requalification
L'audience s'ouvre par l'exposé des expertises psychologiques menées par le Dr Thierry Della. Il décrit deux personnalités antisociales avec « des rapports à la loi fluctuants, des intolérances aux frustrations », entraînant des « passages à l'acte violents. » « Ces personnalités vivent l'autre comme hostile, s'il est contrariant ». Concernant Wyssem Manai, il note une « absence totale de culpabilité et d'empathie » : « Il dit qu'il n'était pas « mort-mort », qu'il était en état de mort cérébrale. Pour lui, c'est son épouse qui l'a tué. Il ajoute que ce n'est pas une preuve d'amour. » Concernant Maxime Guyennon, s'il « fait preuve d'une certaine indifférence, il a tout de même verbalisé sa compréhension de la gravité des faits ». Claire de Giacinto, psychologue, explique qu'il « exprime peu de remords. Il minimise son implication et se préoccupe plus de lui que des autres »,. Les experts s'accordent à dire qu'au moment des faits, le discernement des accusés n'est pas aboli, ce qui aurait pu entraîner leur irresponsabilité pénale.
Interrogé une dernière fois avant la fin des débats, Wyssem Manai reconnaît à demi-mot sa responsabilité. « Je n'ai pas le choix ». Frédéric Dutin, avocat de Maxime Guyennon, demande une requalification des faits reprochés à son client en violences aggravées ayant entraîné une incapacité totale de travail de plus de huit jours. Il entend détacher les premières violences (reconnues par son client) et le coup de poing fatal (lancé par Manai).

#### Dernier jour d'audience: plaidoiries, réquisitions, verdict et réactions
Ce dernier jour d'audience s'ouvre avec la plaidoirie d'Alexandre Novion, avocat de la famille Monguillot. Il estime que la première rencontre dans l'après-midi entre les accusés et la victime n'est pas anodine. Il s'attache à souligner la violence des coups portés, évoquant le bruit provoqué par la chute du chauffeur sur le sol : « Ce bruit qui fait penser à celui de la coquille d'œuf sur le comptoir d'étain. » « J'espère que leurs actes ont un prix. » Contre la défense des accusés qui consiste à nier les faits, il lance : « Tout cela est pathétique, car cela se fait contre la victime, comme de mauvais comédiens à qui on souffle ce qu'ils doivent dire. » Il conclut, en se tournant vers Véronique Monguillot et ses filles, « aux vies écrasées par une pierre tombale »,.
Marc Mariée, l'avocat général balaie l'idée d'une responsabilité dissociée : « Vous avez tous les deux lié votre sort en administrant des coups d'une violence inouïe qui ont conduit à la mort, je ne laisserai pas s'installer un écran de fumée destiné à vous désolidariser ». « Cette solidarité réside dans la violence et la volonté de faire mal. Dans la volonté d'éliminer l'adversaire. Je ne dis pas que vous avez voulu le tuer. Je dis que vous avez causé sa mort. » Il estime que les deux accusés sont coupables des faits qui leur sont reprochés et requiert 15 ans de réclusion criminelle,.
Frédéric Dutin poursuit pour la défense de Maxime Guyennon. Comme annoncé la veille, il entend dissocier deux scènes de violence. « Il a participé à un fait collectif de violence pour lequel il sera condamné. Il reconnaît un coup de poing, un coup de pied. ». Mais « il y a une interruption incontestable. Elle permet à Guyennon de retenir Manai. » « Lors de la dernière scène. Il ne frappe plus. Ce ne peut plus être une scène unique. Même si elle se joue dans le même lieu, les choses se sont déplacées »,.
Thierry Sagardoytho conclut les plaidoiries pour la défense de Wyssem Manai. Il évoque le coup de boule assené par le chauffeur à son client, un geste « profondément dérangeant. » « Ce geste est le premier d'un mauvais film qui a tourné au cauchemar. » « Rendre ce coup de tête a été son moteur »,.
Après 4 h 30 de délibéré, la cour d'assises reconnaît coupables les deux accusés et condamne respectivement Wyssem Manai et Maxime Guyennon à 15 et 13 ans de réclusion criminelle,.
Véronique Monguillot espérait une peine plus lourde, à l'issue du verdict, elle déclare : « On a réclamé depuis le début une justice exemplaire, on ne peut pas dire qu'on l'ait eu, bien qu'ils soient condamnés, qu'ils pourrissent en prison. » « Ils ont tué mon époux, ils ont tué le papa de mes filles. » « Eux, à un moment donné, ils seront dehors avec un café, moi mon époux, c'est fini, il est entre quatre planches. » Pour leur avocat, « l'essentiel est acquis » : « Ils sont condamnés tous les deux et solidairement, la thèse de la scène unique de violences s'est imposée. » Pour Thierry Sagardoytho, avocat de Wyssem Manai, « la justice a rendu une décision que j'ose qualifier d'harmonieuse. » « Elle permet à ce garçon d'espérer un avenir, de construire un projet de sortie dans quelques années »,.

### Procès de Mohamed Akrafi
À la suite de la disjonction des affaires, Mohamed Akrafi devait être jugé par la cour d'assises des Pyrénées-Atlantiques à Pau le 15 avril 2025. Cependant, son procès a été renvoyé à une date ultérieure à la suite de son expulsion vers le Maroc le 21 mars 2025. Il a été condamné dans d'autres affaires depuis les faits.

## Réactions et hommages
Ce fait divers provoque un vif émoi, tant au niveau local que national. Il est d'ailleurs évoqué par des médias britanniques, américains, espagnols, ou encore italiens[source secondaire nécessaire].
Dès le lendemain de l'agression, des fleurs sont déposées au niveau de l'arrêt de bus Balishon.

### Témoignages et réactions

#### De la famille Monguillot
Dès le lendemain de l'agression, la famille de Philippe Monguillot a accepté de témoigner publiquement.
Véronique, sa femme, indique au micro d'RTL : « On nous l'a enlevé, on a rien demandé, il a été travailler et il a trouvé la mort. », ajoutant qu' « on ne peut pas enlever la vie de quelqu'un pour un ticket de transport ». « Imaginez la souffrance quand il a vu tous ces gens s'acharner sur lui […]. Quand j'ai vu sa tête, je me suis dis qu'il avait dû souffrir le martyr. ». Au micro du journal de 20 heures de TF1, celle-ci explique : « J'ai pleuré, pleuré… Et aujourd'hui, je pleure beaucoup moins. J'ai une colère en moi, une haine… J'ai promis à Philippe de le venger. Il faut vraiment que la justice se rende compte de la gravité qui est extrême et qu'elle punisse ces inhumains au maximum. »[source secondaire nécessaire].
Sa fille, Marie, décrit à Sud Ouest, un « un père cool et grande gueule, mort pour un ticket »[source secondaire nécessaire].

#### De ses collègues
Les collègues de la victime ont aussi tenu à témoigner. Notamment Joseph Uhart, délégué syndical FO, qui explique : « C'était un bon gars, entier. Il ne supportait pas l'injustice. ». Jean-Philippe Paulmier, délégué syndical CFDT, indique, pour sa part : « J'ai dû me rendre sur place. J'ai vu mon collègue à terre sur le trottoir, les gens choqués autour. C'était un réel déchaînement de violence. Ils l'ont tué. ». Denis Lambert, chauffeur retraité témoigne : « C'était un garçon très sérieux au travail, très gentil, irréprochable. C'était pratiquement un frère, on a perdu un frère. », ajoutant que « c'est quelqu'un qui avait des convictions, des règles dans la vie, notamment la politesse, et ce soir-là, il a voulu les faire respecter. Il n'avait pas peur, c'était un costaud. ». Enfin, tous s'accordent à décrire un homme « sympa, souriant, convivial ».

#### De personnalités
Diverses personnalités ont réagi publiquement à l'affaire, notamment via Twitter, après le décès du chauffeur : Jean-Luc Reichmann, M. Pokora, Éric Naulleau ou encore Pierre Ménès.
Des personnalités politiques ont aussi réagi à l'affaire. Notamment, : Jean Castex, Premier ministre ; Gérald Darmanin, ministre de l'Intérieur ; ou encore, Olivier Faure, Christian Estrosi, Xavier Bertrand, Jean-Luc Mélenchon, Marine Le Pen.
Le 16 juillet 2020, Florence Lasserre, députée des Pyrénées-Atlantiques, rend hommage à Philippe Monguillot au sein de l'Assemblée nationale.

### Cagnottes en ligne
Plusieurs cagnottes participatives en ligne sont lancées dès le lendemain des faits. Une première par Mélanie, l'une des filles de Philippe Monguillot ; une autre par ses collègues du réseau Chronoplus, enfin, une par les conducteurs du réseau palois Idelis. Au 12 juillet 2020, elles cumulent respectivement 16 500 €, 5 800 € et 840 €.
Antonin Ferreira, alors candidat de l'émission Les Douze Coups de midi diffusée sur TF1 au moment des faits, décide de reverser une partie de sa cagnotte, soit 500 €, pour les familles de Philippe Monguillot et Mélanie Lemée, une gendarme fauchée lors d'un contrôle routier, indiquant que : « Personne ne devrait mourir pour le simple fait d'exercer son devoir et son travail. Ils sont chacun devenus les symboles de la violence quotidienne exacerbée que subissent beaucoup de Français, et que nous ne vaincrons qu'unis, mobilisés et solidaires. »,,.
En juillet 2022, une nouvelle cagnotte participative est mise en ligne par un parisien, salarié de l'audiovisuel, qui dénonce « la banalisation de la violence et le laxisme de la justice ».

### Marche blanche et minutes de silence
Le mercredi 8 juillet 2020 à 19 h 30, soit trois jours après les faits, une marche blanche est organisée dans la ville de Bayonne, à l'appel de la famille de la victime. Celle-ci s'élance de l'arrêt de bus « Balishon », lieu de l'agression, pour aller jusqu'au centre hospitalier de la Côte Basque, où se trouve Philippe Monguillot, toujours en état de mort cérébrale. Selon la police, quelque 6 000 personnes y participent,,,.
Au même moment, dans toute la France, plusieurs réseaux de transports sont mis à l'arrêt, permettant aux personnels et usagers d'observer une minute de silence, notamment via un appel de l'intersyndicale nationale des transports publics urbains de voyageurs,,,.
- Marche blanche du 8 juillet 2020 à Bayonne
- Résumé vidéo de la marche[Note 3].
- Peu après l'arrêt de bus Jean Dauger (et donc du stade) (1).
- L'arrivée, derrière l'hôpital (3).
- La famille Monguillot[Note 4], en tête de la marche.
- Parcours de la marche.

### Obsèques
Les obsèques de Philippe Monguillot se déroulent le 20 juillet 2020 à 14 h 30, en l'église Sainte-Croix de Bayonne,. Le réseau Chronoplus est mis à l'arrêt toute la journée et les chauffeurs des réseaux connexes (Hegobus, Car Express et Proxi'bus) peuvent s'arrêter entre 14 h 30 et 15 h 30,. Entre 800 et 1 000 personnes y assistent, notamment Marlène Schiappa, ministre déléguée chargée de la Citoyenneté, ou encore Jean-René Etchegaray et Claude Olive, maires de Bayonne et d'Anglet. Ses collègues sont vêtus d'un tee-shirt blanc et d'un brassard noir. Un écran géant et deux cent chaises sont disposées à l'extérieur de l'église,,,. Peu avant les obsèques, Marc Aillet, évêque de Bayonne, présente ses « sincères condoléances » aux proches de la victime, ajoutant qu'il « formule le souhait que cessent ces violences intolérables et que chacun assume ses responsabilités pour que la paix, qui est la tranquillité de l'ordre, règne en notre ville et dans notre pays ».
Au cours de la cérémonie, le chant traditionnel basque Agur Jaunak est entonné. L'abbé Jean-Marc Lavigne — qui a marié Véronique et Philippe et baptisé leurs trois filles — évoque une « attaque ignoble » et « une grande injustice », avant que la femme et les filles du défunt ne prennent la parole. La chanson Understand de George Michael est ensuite diffusée,,,.
Au même moment, comme quelques jours plus tôt lors de la marche blanche, plusieurs réseaux de transport ont tenu a rendre un dernier hommage à Philippe Monguillot. C'est notamment le cas à Marseille, où les véhicules de la RTM marquent un temps d'arrêt à 14 h 30, afin d'observer une minute de silence. À Lyon, plusieurs agents de la Sytral arborent un ruban noir,, comme les agents de Citéa à Valence. Enfin, à Pau, les agents du réseau Idelis marquent l'arrêt le temps des obsèques et observent une minute d'applaudissements.
À l'issue de la cérémonie, Philippe Monguillot a été crématisé dans l'intimité familiale et ses cendres ont été dispersées au jardin du souvenir du cimetière Louillot à Anglet.
- Obsèques de Philippe Monguillot
- L'église Sainte-Croix de Bayonne, ici photographiée en 2012.
- Le jardin du souvenir, cimetière Louillot à Anglet.
- Plaque apposée sur le mémorial du jardin du souvenir, cimetière Louillot à Anglet.

### Hommages ultérieurs

#### Pose d'une plaque commémorative
Avec l'accord de la famille de Philippe Monguillot, la mairie de Bayonne fait apposer une plaque commémorative sur un lampadaire, situé à proximité de l'arrêt Balishon. Cette dernière est dévoilée le 5 août 2020, en présence de la famille de la victime et d'élus, notamment Jean-René Etchegaray, maire de Bayonne et Claude Olive, maire d'Anglet et président du syndicat des mobilités de l'agglomération,,.

#### Association Philippe Monguillot
Au début d'année 2021, la famille de la victime créé l' « Association Philippe Monguillot », qui a pour but d'aider des chauffeurs victimes d'agression, qu'elle soit physique ou verbale,. L'association compte plusieurs délégués régionaux répartis sur le territoire.
En octobre de la même année, l'association distribue gratuitement, à tous les chauffeurs du réseau Chronoplus, des porte-clés anti-agression, lesquels produisent un fort bruit (environ 140 dB) s'ils sont déclenchés par leur détenteur, permettant ainsi d'alerter les personnes se trouvant aux alentours. Elle se propose aussi d'envoyer gratuitement ce dispositif à tous les chauffeurs adhérents.
Le 11 juin 2022, un tournoi de football est organisé à La Cadière-d'Azur, en soutien à l'association. À cette date, celle-ci revendique 32 000 adhérents.
L'association est dissoute en juin 2024. 10 000 € de reliquat sont équitablement reversés à la Société protectrice des animaux et à l'amicale des pompiers du Pays basque.

#### Lâchers de ballons
Le 10 juillet 2021, un an jour pour jour après le décès de Philippe Monguillot, près de 200 personnes se réunissent au pied de la croix de Mouguerre pour lui rendre hommage. Tous vêtus de blanc, la famille de la victime, d'anciens collègues, des membres de l'« Association Philippe Monguillot » et des anonymes y participent. Un lâcher de ballons termine la cérémonie,,. À Habsheim ou encore à Bourg-en-Bresse, un lâcher de ballons est aussi organisé.
- Hommages ultérieurs
- Plaque commémorative, surmontée d'une croix basque et d'un tigre[Note 6].
- La famille Monguillot, le 10 juillet 2021, lors du lâcher de ballons à Mouguerre.
- Plusieurs membres de l'association en train d'applaudir.
- Des membres de l'association de dos, des ballons blancs en arrière-plan.

## Conséquences

### Droit de retrait et renforcement de la sécurité
Le lendemain de l'altercation, le 6 juillet 2020, dès 5 h du matin, les chauffeurs du réseau Chronoplus exercent leur droit de retrait, jugé « totalement légitime » par la direction. À 11 h, un entretien a lieu entre la direction, les syndicats, Jean-René Etchegaray, maire de Bayonne et Claude Olive, président du syndicat des mobilités, au cours duquel les élus promettent des « mesures rapides » et évoquent un « acte de barbarie ». Une cellule d'aide psychologique est mise en place au sein de l'hôpital de Bayonne, à destination du personnel Chronoplus,.
Le mardi 7 juillet 2020, Jean-Baptiste Djebbari, ministre des Transports, se rend à Bayonne pour rencontrer le personnel Chronoplus et tient à apporter « tout son soutien » à la famille de la victime. Il indique que dans un premier temps, « il faut que l'activité reparte pour les usagers comme pour le personnel avec une sécurité renforcée », et que dans un second temps « [il faudra] mieux cibler les moyens et les tensions, et ça doit se faire au plan local avec les agents et l'opérateur »,.
Le vendredi 10 juillet 2020, les représentants du personnel signent un accord avec Keolis, afin de reprendre le travail dès le lundi 13 juillet. Cet accord prévoit notamment la présence d'un agent de sécurité dans tous les Tram'Bus (de jour comme de nuit), ainsi que dans tous les bus assurant un service de nuit. Il prévoit aussi le renforcement de la sécurité, par la présence d'une équipe d'agents véhiculés, pouvant intervenir en tous lieux, ainsi que l'amélioration du système de communication entre les chauffeurs et le poste de commande, notamment par la remise en route d'une antenne-relais à Saint-Pierre-d'Irube, ainsi que l'utilisation provisoire de talkies-walkies,,,.
Le 11 juillet 2020, Gérald Darmanin, alors ministre de l'Intérieur, se rend à Bayonne, où il rencontre la famille du défunt et promet des mesures « pour les chauffeurs (…) de toute la France ». Il se rend aussi à la mairie et à la sous-préfecture, pour y rencontrer élus et forces de sécurité, ainsi qu'au dépôt Chronoplus pour échanger avec le personnel. Il dénonce alors « des actes barbares qui n'ont aucune excuse » et ajoute que « la solution c'est de réaffirmer l'autorité ». Il indique enfin que « jamais comme ministre de l'Intérieur, jamais le Président et le Premier ministre ne pourront laisser se banaliser une violence gratuite, inacceptable »,,.
Le 23 juillet 2020, une convention pour sécuriser le réseau Chronoplus est signée par : Éric Spitz, préfet des Pyrénées-Atlantiques ; Jérôme Bourrier, procureur de la République de Bayonne ; Jean-René Etchegaray, Claude Olive et Maider Arosteguy, maires de Bayonne, Anglet et Biarritz ; et la société Keolis. Celle-ci prévoit la géolocalisation de tous les bus, en temps réel par la police nationale, qui peut aussi écouter les discussions des chauffeurs, et ainsi intervenir plus rapidement. Elle prévoit aussi la formation de tous les agents par la direction départementale de la Sécurité publique,,,. Le 8 janvier 2021, cette convention est étendue à l'ensemble du réseau Txik Txak, après une signature conjointe des préfectures des Pyrénées-Atlantiques et des Landes, des maires de Bayonne, Anglet, Biarritz et Tarnos, des représentants des tribunaux judiciaires de Bayonne, Pau et Dax, ainsi que de tous les exploitants du réseau,.

### Affaires liées
Le 5 août 2020, un homme de 25 ans est placé en garde à vue à Saint-Jean-de-Luz. Au cours de la nuit, ce dernier a emprunté l'une des lignes du réseau Hegobus et s'est endormi, ce qui lui a fait manquer son arrêt. Lorsque le chauffeur le réveille au niveau du terminus, l'homme, en état d'ébriété, lui lance plusieurs projectiles et lui assène un coup de pied, avant d'indiquer : « Tu finiras comme ton collègue de Bayonne ».
Le 24 août 2020, un Landais de 32 ans est placé en garde à vue à Dax. Alors qu'il monte dans un bus à Montfort-en-Chalosse, le chauffeur lui demande de porter un masque. Énervé et ivre, l'homme l'insulte et le menace de mort en faisant référence à cette affaire.
À Tarnos, le 27 décembre 2023, la circulation dense oblige un conducteur de bus à freiner brusquement. Un passager de 18 ans lui indique alors « Tu freines trop fort, […] ça va se finir comme à Balishon », référence évidente à cette affaire. Placé en garde en vue, ce dernier a reconnu les faits et a présenté ses excuses. Il est ressorti libre et a été jugé en janvier 2024 par le tribunal judiciaire de Dax.